# Општина Чилон (Чијапас)
Чилон (шп. Chilón) општина је у Мексику у савезној држави Чијапас. Општина се налази на надморској висини од 873 м.

## Становништво
Према подацима из 2010. у општини је живело 111554 становника.

### Хронологија
| Година       | 2000                  | 2005                  | 2010                   |
| ------------ | --------------------- | --------------------- | ---------------------- |
| Становништво | 77686 (38755 / 38931) | 95907 (47838 / 48069) | 111554 (55205 / 56349) |

### Попис
| \| \| м \| \| \| ж \| \| 0—2 \| 4.644 \| \| \| 4.500 \| \| 3—5 \| 5.148 \| \| \| 5.119 \| \| 6—11 \| 10.099 \| \| \| 10.195 \| \| 12—14 \| 4.892 \| \| \| 4.605 \| \| 15—17 \| 4.153 \| \| \| 4.131 \| \| 18—24 \| 6.949 \| \| \| 7.412 \| \| 60+ \| 2.635 \| \| \| 2.332 \| \| Просек : \| 22,6 \| \| \| 22,9 \| |        |  |  |        |
| |        |  |  |        |
| | м      |  |  | ж      |
| 0—2 | 4.644  |  |  | 4.500  |
| 3—5 | 5.148  |  |  | 5.119  |
| 6—11 | 10.099 |  |  | 10.195 |
| 12—14 | 4.892  |  |  | 4.605  |
| 15—17 | 4.153  |  |  | 4.131  |
| 18—24 | 6.949  |  |  | 7.412  |
| 60+ | 2.635  |  |  | 2.332  |
| Просек : | 22,6   |  |  | 22,9   |

| #   | Индикатор                                                                                        | Вредност |
| --- | ------------------------------------------------------------------------------------------------ | -------- |
| 1   | Становништво од 0 до 2 године                                                                    | 9144     |
| 2   | Мушко становништво од 0 до 2 године                                                              | 4644     |
| 3   | Женско становништво од 0 до 2 године                                                             | 4500     |
| 4   | Становништво са 3 и више година                                                                  | 100167   |
| 5   | Мушко становништво са 3 и више година                                                            | 49438    |
| 6   | Женско становништво са 3 и више година                                                           | 50729    |
| 7   | Становништво са 5 и више година                                                                  | 93243    |
| 8   | Мушко становништво са 5 и више година                                                            | 45978    |
| 9   | Женско становништво са 5 и више година                                                           | 47265    |
| 10  | Становништво са 12 и више година                                                                 | 69606    |
| 11  | Мушко становништво са 12 и више година                                                           | 34191    |
| 12  | Женско становништво са 12 и више година                                                          | 35415    |
| 13  | Становништво са 15 и више година                                                                 | 60109    |
| 14  | Мушко становништво са 15 и више година                                                           | 29299    |
| 15  | Женско становништво са 15 и више година                                                          | 30810    |
| 16  | Становништво са 18 и више година                                                                 | 51825    |
| 17  | Мушко становништво са 18 и више година                                                           | 25146    |
| 18  | Женско становништво са 18 и више година                                                          | 26679    |
| 19  | Становништво од 3 до 5 година                                                                    | 10267    |
| 20  | Мушко становништво од 3 до 5 година                                                              | 5148     |
| 21  | Женско становништво од 3 до 5 година                                                             | 5119     |
| 22  | Становништво од 6 до 11 година                                                                   | 20294    |
| 23  | Мушко становништво од 6 до 11 година                                                             | 10099    |
| 24  | Женско становништво од 6 до 11 година                                                            | 10195    |
| 25  | Становништво од 8 до 14 година                                                                   | 23008    |
| 26  | Мушко становништво од 8 до 14 година                                                             | 11674    |
| 27  | Женско становништво од 8 до 14 година                                                            | 11334    |
| 28  | Становништво од 12 до 14 година                                                                  | 9497     |
| 29  | Мушко становништво од 12 до 14 година                                                            | 4892     |
| 30  | Женско становништво од 12 до 14 година                                                           | 4605     |
| 31  | Становништво од 15 до 17 година                                                                  | 8284     |
| 32  | Мушко становништво од 15 до 17 година                                                            | 4153     |
| 33  | Женско становништво од 15 до 17 година                                                           | 4131     |
| 34  | Становништво од 18 до 24 године                                                                  | 14361    |
| 35  | Мушко становништво од 18 до 24 године                                                            | 6949     |
| 36  | Женско становништво од 18 до 24 године                                                           | 7412     |
| 37  | Женско становништво од 15 до 49 година                                                           | 26174    |
| 38  | Становништво са 60 и више година                                                                 | 4967     |
| 39  | Мушко становништво са 60 и више година                                                           | 2635     |
| 40  | Женско становништво са 60 и више година                                                          | 2332     |
| 41  | Однос између мушкараца и жена                                                                    | 97.97    |
| 42  | Становништво од нуле до 14 година                                                                | 49202    |
| 43  | Становништво од 15 до 64 године                                                                  | 56829    |
| 44  | Становништво од 65 година и више                                                                 | 3280     |
| 45  | Просечан број деце                                                                               | 2.81     |
| 46  | Становништво рођено у ентитету                                                                   | 109110   |
| 47  | Мушко становништво рођено у ентитету                                                             | 54000    |
| 48  | Женско становништво рођено у ентитету                                                            | 55110    |
| 49  | Становништво рођено у другом ентитету                                                            | 111      |
| 50  | Мушко становништво рођено у другом ентитету                                                      | 48       |
| 51  | Женско становништво рођено у другом ентитету                                                     | 63       |
| 52  | Становништво од 5 година и више резидентно у ентитету у јуну 2005. године                        | 92841    |
| 53  | Мушко становништво старосног доба од 5 година и више, резидентно у ентитету у јуну 2005. године  | 45751    |
| 54  | Женско становништво старосног доба од 5 и више година, резидентно у ентитету у јуну 2005. године | 47090    |
| 55  | Становништво од 5 година и више које је живело у другом ентитету у јуну 2005. године             | 179      |
| 56  | Мушко становништво старије од 5 година које је живело у другом ентитету у јуну 2005. године      | 124      |
| 57  | Женско становништво старије од 5 година које је живело у другом ентитету у јуну 2005. године     | 55       |
| 58  | Становништво од 3 године и више које говори аутохтони језик                                      | 96567    |
| 59  | Мушко становништво старо 3 године и више које говори аутохтони језик                             | 47777    |
| 60  | Женско становништво старо 3 године и више које говори аутохтони језик                            | 48790    |
| 61  | Становништво од 3 године и више које говори аутохтони језик и не говори шпански језик            | 44913    |
| 62  | Мушко становништво старо 3 године и више које говори аутохтони језик и не говори шпански         | 17434    |
| 63  | Женско становништво старо 3 године и више које говори аутохтони језик и не говори шпански језик  | 27479    |
| 64  | Становништво старо 3 године и више које говори аутохтони језик и шпански                         | 50971    |
| 65  | Мушко становништво старо 3 године и више које говори аутохтони језик и шпански                   | 30019    |
| 66  | Женско становништво старо 3 године и више које говори аутохтони језик и шпански                  | 20952    |
| 67  | Становништво од 5 година и више које говори аутохтони језик                                      | 90068    |
| 68  | Становништво од 5 година и више које говори аутохтони језик и не говори шпански језик            | 39377    |
| 69  | Становништво од 5 година и више које говори аутохтони језик и говори шпански језик               | 50073    |
| 70  | Становништво у домородачким домаћинствима                                                        | 107906   |
| 71  | Становништво са ограничењима у активностима                                                      | 2279     |
| 72  | Становништво са ограниченим ходањем или кретањем, горе или доле                                  | 1145     |
| 73  | Становници са ограничењима вида, чак и уз кориштење сочива                                       | 607      |
| 74  | Становништво са ограничењима говора, комуникације или конверзације                               | 240      |
| 75  | Становништво са ограниченим слухом                                                               | 200      |
| 76  | Становништво са ограничењима при одевању, купању или јелу                                        | 39       |
| 77  | Становништво са ограничењима у опажању или учењу једноставних ствари                             | 24       |
| 78  | Становништво са менталним ограничењима                                                           | 230      |
| 79  | Становништво без ограничења активности                                                           | 106088   |
| 80  | Становништво од 3 до 5 година које не похађа школу                                               | 5712     |
| 81  | Мушко становништво од 3 до 5 година које не похађа школу                                         | 2856     |
| 82  | Женско становништво од 3 до 5 година које не похађа школу                                        | 2856     |
| 83  | Становништво од 6 до 11 година које не похађа школу                                              | 2153     |
| 84  | Мушко становништво од 6 до 11 година које не похађа школу                                        | 1004     |
| 85  | Женско становништво од 6 до 11 година које не похађа школу                                       | 1149     |
| 86  | Становништво од 12 до 14 година које не похађа школу                                             | 1291     |
| 87  | Мушко становништво од 12 до 14 година које не похађа школу                                       | 486      |
| 88  | Женско становништво од 12 до 14 година које не похађа школу                                      | 805      |
| 89  | Становништво од 15 до 17 година похађа школу                                                     | 5114     |
| 90  | Мушко становништво од 15 до 17 година похађа школу                                               | 2906     |
| 91  | Женско становништво између 15 и 17 година живота у школи                                         | 2208     |
| 92  | Становништво од 18 до 24 године похађа школу                                                     | 2375     |
| 93  | Мушко становништво од 18 до 24 године похађа школу                                               | 1464     |
| 94  | Женско становништво од 18 до 24 године похађа школу                                              | 911      |
| 95  | Становништво од 8 до 14 година које не може да чита и пише                                       | 3836     |
| 96  | Мушко становништво старосног доба од 8 до 14 година које не може да чита и пише                  | 1860     |
| 97  | Женско становништво старосног доби од 8 до 14 година које не може да чита и пише                 | 1976     |
| 98  | Становништво од 15 година и више које је неписмено                                               | 19955    |
| 99  | Мушко становништво од 15 година и више које је неписмено                                         | 6160     |
| 100 | Женско становништво од 15 година и више које је неписмено                                        | 13795    |
| 101 | Становништво старо 15 и више година без школовања                                                | 18675    |
| 102 | Мушко становништво старо 15 и више година без школовања                                          | 6072     |
| 103 | Женско становништво старо 15 и више година без школовања                                         | 12603    |
| 104 | Становништво старосног доба 15 и више година са непотпуним основним образовањем                  | 13470    |
| 105 | Мушко становништво старосног доба од 15 година и више са непотпуном основним образовањем         | 6444     |
| 106 | Женско становништво старосног доба 15 и више година са непотпуном основним образовањем           | 7026     |
| 107 | Становништво старо 15 и више година са комплетним основним образовањем                           | 8680     |
| 108 | Мушко становништво старо 15 година и више са комплетним основним образовањем                     | 4855     |
| 109 | Женско становништво старо 15 и више година са комплетним основним образовањем                    | 3825     |
| 110 | Становништво старосног доба 15 и више година са непотпуним средњим образовањем                   | 4102     |
| 111 | Мушко становништво старосног доба од 15 година и више са непотпуним средњим образовањем          | 2331     |
| 112 | Женско становништво старосног доба од 15 година и више са непотпуним средњим образовањем         | 1771     |
| 113 | Становништво старо 15 и више година са пуним секундарном образовањем                             | 7174     |
| 114 | Мушко становништво старосног доба од 15 година и више са пуним секундарном образовањем           | 4380     |
| 115 | Женско становништво старосног доба од 15 година и више са пуним секундарном образовањем          | 2794     |
| 116 | Становништво старије од 18 година са постосновним образовањем                                    | 6481     |
| 117 | Мушко становништво старије од 18 година са постосновним образовањем                              | 4340     |
| 118 | Женско становништво старије од 18 година са постосновним образовањем                             | 2141     |
| 119 | Просечна оцена школовања                                                                         | 4.74     |
| 120 | Просечан ниво образовања мушке популације                                                        | 5.78     |
| 121 | Просечан ниво образовања женског становништва                                                    | 3.75     |
| 122 | Економски активно становништво                                                                   | 26714    |
| 123 | Економски активна мушка популација                                                               | 23510    |
| 124 | Економски активна женска популација                                                              | 3204     |
| 125 | Становништво које није економски активно                                                         | 42353    |
| 126 | Мушко становништво које није економски активно                                                   | 10395    |
| 127 | Женско становништво које није економски активно                                                  | 31958    |
| 128 | Запослено становништво                                                                           | 26007    |
| 129 | Запослено мушко становништво                                                                     | 22907    |
| 130 | Запослено женско становништво                                                                    | 3100     |
| 131 | Незапослена популација                                                                           | 707      |
| 132 | Незапослена мушка популација                                                                     | 603      |
| 133 | Незапослена женска популација                                                                    | 104      |
| 134 | Становништво без права на здравствене услуге                                                     | 39539    |
| 135 | Становништво које има право на здравствене услуге                                                | 68197    |
| 136 | Становништво које има право на ИМСС                                                              | 11667    |
| 137 | Становништво које има право на социјално осигурање                                               | 559      |
| 138 | Становништво које има право на државно социјално осигурање                                       | 92       |
| 139 | Становништво које има право на опште осигурање или здравствено осигурање за нову генерацију      | 54087    |
| 140 | Становништво које је било једном или није било у браку током 12 година и више                    | 29485    |
| 141 | Венчано или уједињено становништво од 12 година и више                                           | 36666    |
| 142 | Становништво које је било у браку или уједињено 12 година и више                                 | 3265     |
| 143 | Становништво са католичком религијом                                                             | 52083    |
| 144 | Протестанти, еванђелисти и библијски следбеници различити од еванђелиста                         | 49693    |
| 145 | Становништво са другим религијама различитим од претходних                                       | 1        |
| 146 | Становништво без религије                                                                        | 6391     |
| 147 | Укупно пописаних домаћинства                                                                     | 19192    |
| 148 | Пописна домаћинства на челу са мушкарцима                                                        | 17198    |
| 149 | Пописна домаћинства на челу са женама                                                            | 1994     |
| 150 | Становништво у пописним домаћинствима                                                            | 109306   |
| 151 | Становништво у пописним домаћинствима на челу са мушкарцима                                      | 100696   |
| 152 | Становништво у пописним домаћинствима на челу са женама                                          | 8610     |
| 153 | Укупно домаћинстава                                                                              | 21949    |
| 154 | Укупно насељених домаћинстава                                                                    | 19923    |
| 155 | Укупно приватних кућа                                                                            | 21218    |
| 156 | Насељени приватни домови                                                                         | 19192    |
| 157 | Укупно насељених приватних кућа                                                                  | 19921    |
| 158 | Ненасељене приватне куће                                                                         | 911      |
| 159 | Појединачна домаћинства за привремену употребу                                                   | 1115     |
| 160 | Становници у насељеним приватним кућама                                                          | 109306   |
| 161 | Насељеност станара у приватним становима                                                         | 5.7      |
| 162 | Просечно становника по соби у приватним насељеним домаћинствима                                  | 2.31     |
| 163 | Појединачна домаћинства са подовима од различитих материјала од земље                            | 13038    |
| 164 | Појединачна домаћинства у приземљу                                                               | 5998     |
| 165 | Појединачна домаћинства са једном спаваћом собом                                                 | 12322    |
| 166 | Појединачна домаћинства са две спаваће собе и више                                               | 6638     |
| 167 | Појединачна домаћинства са једним собом                                                          | 1547     |
| 168 | Појединачна домаћинства са две собе                                                              | 10470    |
| 169 | Појединачна домаћинства са 3 собе и више                                                         | 6920     |
| 170 | Појединачна домаћинства која имају електрично светло                                             | 16047    |
| 171 | Појединачна домаћинства која немају електрично светло                                            | 2871     |
| 172 | Појединачна домаћинства која имају водоводну воду у стамбеном простору                           | 15104    |
| 173 | Појединачна домаћинства која немају водоводну воду у стамбеном простору                          | 3951     |
| 174 | Појединачна домаћинства која имају тоалет                                                        | 14354    |
| 175 | Појединачна домаћинства која имају канализацију                                                  | 10305    |
| 176 | Појединачна домаћинства која немају канализацију                                                 | 8661     |
| 177 | Појединачна домаћинства која имају електрично светло, довод воде из јавне мреже и канализацију   | 8741     |
| 178 | Појединачна домаћинства без икаквих услова                                                       | 7010     |
| 179 | Појединачна домаћинства која имају радио                                                         | 8690     |
| 180 | Појединачна домаћинства која имају телевизор                                                     | 7578     |
| 181 | Појединачна домаћинства која имају фрижидер                                                      | 2753     |
| 182 | Појединачна домаћинства која имају машину за веш                                                 | 544      |
| 183 | Појединачна домаћинства која имају аутомобил или комби                                           | 841      |
| 184 | Појединачна домаћинства која имају рачунар                                                       | 332      |
| 185 | Појединачна домаћинства која имају фиксну телефонску линију                                      | 309      |
| 186 | Појединачна домаћинства која имају мобилни телефон                                               | 1885     |
| 187 | Појединачна домаћинства која имају приступ интернету                                             | 123      |